# Port lotniczy Neapol
Port lotniczy Neapol – międzynarodowy port lotniczy położony 7 km od centrum Neapolu. Jest największym portem lotniczym w Kampanii i jednym z największych we Włoszech. W 2023 obsłużył blisko 12,4 milionów pasażerów, co uplasowało go na 4 miejscu w kraju.

## Linie lotnicze i połączenia
| Linia Lotnicza                | Kierunek |
| ----------------------------- | --- |
| Aegean Airlines               | 1. Ateny |
| Aer Lingus                    | Sezonowo: 1. Dublin |
| Air Arabia Maroc              | 1. Casablanca |
| Air Cairo                     | 1. Szarm el-Szejk Sezonowo: 1. Hurghada |
| Air Canada                    | Sezonowo: 1. Montreal (od 16 maja 2025) |
| Air France                    | 1. Paryż-Charles de Gaulle |
| Air Serbia                    | Sezonowo: 1. Belgrad |
| Air Baltic                    | Sezonowo: 1. Ryga |
| American Airlines             | Sezonowo: 1. Chicago-O'Hare (od 6 maja 2025) 2. Filadelfia |
| Austrian Airlines             | 1. Wiedeń |
| British Airways               | 1. Londyn-Heathrow |
| Brussels Airlines             | Sezonowo: 1. Bruksela |
| Delta Air Lines               | Sezonowo: 1. Atlanta (od 25 maja 2025) 2. Nowy Jork-JFK |
| EasyJet                       | 1. Amsterdam 2. Ateny 3. Barcelona 4. / Bazylea 5. Berlin 6. Katania 7. Genewa 8. Londyn-Gatwick 9. Londyn-Luton 10. Lyon 11. Marrakesz 12. Mediolan-Malpensa 13. Monachium 14. Nicea 15. Palermo 16. Paryż-Charles de Gaulle 17. Paryż-Orly 18. Szarm el-Szejk 19. Zurych Sezonowo: 1. Bristol 2. Cagliari 3. Comiso 4. Korfu 5. Dubrownik 6. Gran Canaria 7. Edynburg 8. Heraklion 9. Hurghada 10. Ibiza 11. Kefalonia 12. Kos 13. Lampedusa 14. Malta 15. Manchester 16. Marsa Alam 17. Menorka 18. Mykonos 19. Nantes 20. Olbia 21. Palma de Mallorca 22. Porto 23. Preweza 24. Pula 25. Rodos 26. Santorini 27. Sitia 28. Skiathos 29. Split 30. Tel Awiw 31. Zakintos |
| Eurowings                     | 1. Düsseldorf 2. Sztokholm-Arlanda 3. Stuttgart Sezonowo: 1. Kolonia/Bonn 2. Hamburg |
| Finnair                       | Sezonowo: 1. Helsinki |
| Flydubai                      | 1. Dubaj |
| Iberia Express                | 1. Madryt |
| ITA Airways                   | 1. Mediolan-Linate 2. Rzym-Fiumicino |
| Jet2.com                      | Sezonowo: 1. Birmingham 2. East Midlands 3. Edynburg 4. Glasgow 5. Leeds/Bradford 6. Londyn-Stansted 7. Manchester |
| KLM                           | 1. Amsterdam |
| Lufthansa                     | 1. Frankfurt 2. Monachium |
| Luxair                        | 1. Luksemburg |
| Norwegian Air Shuttle         | Sezonowo: 1. Kopenhaga 2. Oslo-Gardermoen |
| People's                      | Sezonowo: 1. St. Gallen-Altenrhein |
| Royal Air Maroc               | 1. Casablanca |
| Ryanair                       | 1. Alghero 2. Barcelona 3. Mediolan-Bergamo 4. Bruksela 5. Bukareszt 6. Budapeszt 7. Cagliari 8. Katania 9. Dublin 10. Edynburg 11. Gdańsk 12. Genua 13. Kraków 14. Lizbona 15. Londyn-Luton 16. Londyn-Stansted 17. Madryt 18. Malaga 19. Malta 20. Manchester 21. Marrakesz 22. Mediolan-Malpensa 23. Palermo 24. Pafos 25. Praga 26. Sewilla 27. Sofia 28. Tel Awiw 29. Teneryfa-Południe 30. Trapani 31. Triest 32. Turyn 33. Walencja 34. Wenecja 35. Werona 36. Wiedeń 37. Warszawa-Modlin 38. Wrocław 39. Zagrzeb Sezonowo: 1. Paryż-Beauvais 2. Bordeaux 3. Chania 4. Kopenhaga 5. Korfu 6. Eindhoven 7. Kowno 8. Marsylia 9. Memmingen 10. Menorka 11. Mykonos 12. Norymberga 13. Palma de Mallorca 14. Rodos 15. Santorini 16. Shannon 17. Saloniki 18. Tuluza 19. Zakintos |
| SAS                           | Sezonowo: 1. Kopenhaga 2. Sztokholm-Arlanda |
| Smartwings                    | Sezonowe czartery: 1. Praga |
| Sun d’Or                      | Sezonowo: 1. Tel Awiw |
| Swiss International Air Lines | 1. Zurych |
| TAP Portugal                  | Sezonowo: 1. Lizbona |
| Transavia                     | 1. Amsterdam 2. Paryż-Orly |
| TUI Airways                   | Sezonowo: 1. Birmingham 2. Bristol 3. East Midlands 4. Glasgow 5. Londyn-Gatwick 6. Manchester 7. Newcastle |
| Tunisair Express              | 1. Tunis |
| Turkish Airlines              | 1. Stambuł |
| United Airlines               | Sezonowo: 1. Newark |
| Volotea                       | 1. Ateny 2. Bilbao 3. Genua 4. Nantes 5. Palermo 6. Turyn 7. Wenecja Sezonowo: 1. Aalborg 2. Cagliari 3. Heraklion 4. Karpatos 5. Kefalonia 6. Lampedusa 7. Lourdes 8. Lyon 9. Mykonos 10. Olbia 11. Pantelleria 12. Preweza 13. Rodos 14. Santorini 15. Skiathos 16. Split 17. Zakintos |
| Vueling Airlines              | 1. Barcelona |
| Wizz Air                      | 1. Abu Zabi 2. Bukareszt 3. Budapeszt 4. Katowice 5. Londyn-Gatwick 6. Praga 7. Sofia 8. Tel Awiw 9. Tirana 10. Turyn 11. Wiedeń 12. Warszawa-Chopin Sezonowo: 1. Kluż-Napoka 2. Korfu 3. Ibiza 4. Mykonos 5. Santorini 6. Skiathos |